# 金蘭千里高等学校・中学校
金蘭千里中学校・高等学校（きんらんせんりちゅうがっこう・こうとうがっこう）は、大阪府吹田市藤白台に所在し、中高一貫教育を提供する私立中学校・高等学校。
高等学校において生徒を募集しない完全中高一貫校。

## 概要
以前は、いずれも女子校の金蘭会中学校・高等学校（大阪市北区）・千里金蘭大学（吹田市の同じ敷地内）と共に、学校法人金蘭会学園の一員だったが、2005年に新たに学校法人金蘭千里学園を創設し、分離した。なお、別法人となった現在でも、校舎は千里金蘭大学キャンパスと同敷地のままである。
カリキュラムは中高6年間のカリキュラムを高校2年までの5年間で終え、高校3年では演習問題中心の授業で受験対策を1年掛けて行うシステムを採用している。高校2年から、文系クラス・理系クラス（文系、理系クラスについては進路希望（難関校かそれ以外か）別にクラス分けを行う）、医進クラスに分かれる（医進クラスは2009年度以降編成されていない）。また、「1学年の人数が180人程度」「1学級が30人程度」という少人数制を採用している。
国語、社会、数学、理科、英語の５教科について「授業の理解度をチェックする」ことを目的に、一般の中学高校でいう「定期テスト」の代わりとなる「20分テスト」が基本的に月曜から金曜まで（まれに土曜日も）毎朝実施されている。この「20分テスト」の成績に平常点が加味され、各学期の成績が算出されている。この他、春、夏の学期はじめの「課題テスト」、各学期終わりの「総合テスト」、なども実施され、外部模試である「客観テスト」とともに、20分テストを補完するテストシステムを構成している。
春・夏・冬の長期休暇に、コースと呼ばれる補助的な学習期間(夏は2週間程度、冬と春は1週間程度)を設けてあり、その期間も生徒は全員登校しなければならない。中学1，2年生を対象とした水泳訓練はサマーコース中に実施される。高校1年生の希望者はサマーコースから夏期休暇の期間にかけてイギリスのイートン校、ハロウ校、ラグビー校（ラグビー校は2013年度まで）のいずれかに海外研修に行くことができ、その場合は「海外研修をサマーコースに代えて受講する」という形をとる。
「自然に親しむ」ことを校是とし、創立以来、キャンプ、徒歩訓練を全学年で実施している。キャンプでは、学年全員で2泊3日から3泊4日でキャンプ地に赴き、テント生活、炊さん、登山、オリエンテーリング、アクティビティなどを行う。2022年以降のキャンプ地は、中1は吹田（大阪府）、中2は今津（滋賀県）、中3は金沢・富山・立山・上高地（石川県・富山県・長野県）、高1は乗鞍・上高地（長野県）、高2は北海道、高3は兎和野（兵庫県）であり、6年間でさまざまな環境（山、海、湖）や気候帯の自然を体験するプログラムとなっている。徒歩訓練では学校を起点として、勝尾寺・大阪北摂霊園方面に全校生徒が18～25㎞のコースで秋の箕面をオリエンテーリングする。

## 沿革
1965年創立。創立時すでに中高を併設していた金蘭会学園では、金蘭会短期大学の移設のみを計画していた。しかしニュータウン建設において高等教育機関のみの申請では認可が下りなかったこともあり、急遽中等教育機関も置かれることとなった。その時に、佐藤一男理事長（元府立大手前高校校長）が、バレーボールとサッカーを「校技」とした。
2005年には学校法人金蘭会学園から分離して設立された学校法人金蘭千里学園に移管した。それまでの4階建て校舎を建てかえ、7階建て新校舎で教育を行っている。
2014年、翌年2015年の創立50周年を控え、学校改革に着手。下校時間の延長、クラブ活動の拡大（体育系・文化系ともにクラブを増設し、クラブ活動対象学年をそれまでの中3以上から全学年に）、学習記録ノート（日々の学習時間を1週間単位で記録するノート）の導入、高中祭体育の部の校外での「校技」以外の競技での実施、緊急メール連絡網システムの導入などが行われた。
2015年、創立50周年を機に、制服や制定品を一新。キャンプ（自然研修）において北海道自然研修を導入。
2019年、生徒1人につき1台iPadを使用。
2020年、入学試験に新たに国語、算数、英語(英検3級程度)で構成される「前期E入試」が追加された。

## 学校行事
- キャンプ（自然研修） - 毎年5・6月に2泊3日～3泊4日で実施。2015年からは中1は白崎、中2は今津、中3は大山、高1は乗鞍・上高地、高2は北海道、高3は兎和野で実施となる。
- 徒歩訓練 - 毎年11月初旬に、学校～勝尾寺・大阪北摂霊園方面の往復18～25km前後のコースを歩く。
- 校外学習 - 2007年度から始まった、中1～高2の5学年が対象の行事。他校でいう「遠足」に近いものであるが歴史的建造物、博物館・美術館や科学系施設を訪れたり、伝統芸能を鑑賞したり、NPOのプロデュースで京都市内で職業体験をしたり、神戸市立須磨海浜水族園で解剖実習をしたりするなどその内容は多岐にわたる。また、キャリア教育も視野に入れ（場合によっては校外学習前に）外部講師の講演なども組み込んでいる。
- 高中祭 - 2011年度までは1日間だけで実施され、校技であるサッカー・バレーボールの試合や中1の歌の発表などが主だったが、2011年度より2日間実施となり、1日目を体育の部、2日目を文化の部と分け、文化の部においては各クラブに加え、各クラスでの発表または展示も行うこととなった。2014年度から文化の部の前日に文化講演会を実施し、体育の部は外部（大阪市立中央体育館）の施設で（サッカー、バレーボール以外の競技で）実施することとなった。
- キャリア教育 - さまざまな分野で活躍する卒業生や、外交官、俳優、脚本家、作家、スポーツ選手、研究者など外部講師を招き、講演などを通して生徒が講師と交流する。ほぼ全学年で実施する。
- EUIJによるミニシンポジウム - EUインスティテュート・イン・ジャパンによる高校生向けのミニシンポジウム。高校2年生を対象に2月に毎年実施。

## 部活動
中高一貫校だが、ほとんどの部活が中高共に活動を行っている。
運動部
- 女子バレーボール部
- 男子サッカー部
- テニス部
- バドミントン部
- バスケットボール部
- 陸上部
- 剣道部
- 卓球部
- 女子ダンス部
- ワークアウト部

文化部
- 吹奏楽部
- 演劇部
- 科学部
- 文芸部
- PC部
- 合唱部
- ボランティア部
- 美術部
- PLS部
- ESS部
- 百人一首部
- 写真部
- 鉄道研究部
- 家庭科部
- 囲碁将棋部

## 交通
- 阪急千里線 北千里駅下車、徒歩約15分
- 阪急バス小野原東線 「金蘭会学園前」停留所下車すぐ

## 著名な出身者
- 岩谷良平 - 衆議院議員、大阪府議会議員
- 澗隨操司 - NHKアナウンサー
- 城福健陽 - 運輸安全委員会事務局長、京都府副知事
- 福岡洋一 - 第11代茨木市長
- 船越健裕 - 外交官、外務事務次官
- 町田徹 - 経済ジャーナリスト

## 著名な教職員
- 竹内鐡二 - 教育者